# Вецци-Портио
Вецци-Портио (итал. Vezzi Portio) — коммуна в Италии, располагается в регионе Лигурия, в провинции Савона.
Население составляет 809 человек (2008 г.), плотность населения составляет 83 чел./км². Занимает площадь 10 км². Почтовый индекс — 17028. Телефонный код — 019.
Покровителем коммуны почитается Христос-Спаситель, празднование 6 августа.

## Демография
Динамика населения:

## Администрация коммуны
- Официальный сайт: